# Ramalina cochlearis
Ramalina cochlearis är en lavart som beskrevs av Zahlbr. Ramalina cochlearis ingår i släktet Ramalina och familjen Ramalinaceae.   Inga underarter finns listade i Catalogue of Life.